# Formiguer endolat
El formiguer endolat (Cercomacra nigricans) és una espècie d'ocell de la família dels tamnofílids (Thamnophilidae).
Habita la selva pluvial, dens sotabosc i vegetació secundària de les terres baixes fins als 1500 m a Panamà, oest, nord i sud-est de Colòmbia, oest de l'Equador, Veneçuela i nord-oest del Brasil.